# 福州神社
福州神社是日本侵华战争时期大日本帝国于中华民国福建省福州市建立的一座神社，由鸟居和军神屋组成，用于祭祀天照大神、明治天皇和能久親王。日本在第二次世界大战期间由于殖民地广阔，因此在日本本土以外的地区建立了不少海外神社，这些海外神社在战争结束后有的被拆除，有的被保留，有的被改造成其他建筑，而福州神社在战后则是全部拆除，现已不复存在。